# Agrypon subclavatum
Agrypon subclavatum är en stekelart som beskrevs av Förster 1860. Agrypon subclavatum ingår i släktet Agrypon och familjen brokparasitsteklar. Inga underarter finns listade i Catalogue of Life.